# Liste der Monuments historiques in Rouilly-Saint-Loup
Die Liste der Monuments historiques in Rouilly-Saint-Loup führt die Monuments historiques in der französischen Gemeinde Rouilly-Saint-Loup auf.

## Liste der Objekte
| Bezeichnung                                          | Beschreibung                                                                  | Standort                                  | Kennzeichnung | Schutzstatus | Datum | Bild |
| ---------------------------------------------------- | ----------------------------------------------------------------------------- | ----------------------------------------- | ------------- | ------------ | ----- | ---- |
| Skulptur Unterweisung Mariens                        | Kalkstein, einfarbig gefasst und vergoldet, erste Hälfte des 16. Jahrhunderts | Saint-Loup, in der Kirche St-Donat (Lage) | PM10001818    | Classé       | 1913  |      |
| Glocke                                               | Bronze, 1556 gegossen                                                         | Saint-Loup, in der Kirche St-Donat (Lage) | PM10001821    | Classé       | 1913  |      |
| Skulptur Madonna mit Kind                            | Kalkstein, einfarbig gefasst und vergoldet, 15. Jahrhundert                   | Saint-Loup, in der Kirche St-Donat (Lage) | PM10001816    | Classé       | 1908  |      |
| Pietà                                                | Kalkstein, einfarbig gefasst und vergoldet, Anfang des 16. Jahrhunderts       | Saint-Loup, in der Kirche St-Donat (Lage) | PM10001815    | Classé       | 1908  |      |
| Skulptur Heilige Margaretha                          | Kalkstein, einfarbig gefasst und vergoldet, 16. Jahrhundert                   | Saint-Loup, in der Kirche St-Donat (Lage) | PM10001819    | Classé       | 1913  |      |
| Skulptur Christus in der Rast                        | Kalkstein, einfarbig gefasst und vergoldet, Anfang des 16. Jahrhunderts       | Saint-Loup, in der Kirche St-Donat (Lage) | PM10003242    | Classé       | 1908  |      |
| Skulptur Heilige Barbara                             | Kalkstein, einfarbig gefasst und vergoldet, Anfang des 16. Jahrhunderts       | Saint-Loup, in der Kirche St-Donat (Lage) | PM10001813    | Classé       | 1908  |      |
| Weihwasserbecken                                     | ehemaliges Taufbecken; Kalkstein, 16. Jahrhundert                             | Saint-Loup, in der Kirche St-Donat (Lage) | PM10001820    | Classé       | 1913  |      |
| Skulptur Heilige Katharina                           | Kalkstein, einfarbig gefasst und vergoldet, Anfang des 16. Jahrhunderts       | Saint-Loup, in der Kirche St-Donat (Lage) | PM10001814    | Classé       | 1908  |      |
| Kirchenfenster                                       | aus dem 16. Jahrhundert                                                       | Saint-Loup, in der Kirche St-Donat (Lage) | PM10001811    | Classé       | 1894  |      |
| Zwei Skulpturen: Heiliger Lupus und heiliger Donatus | Kalkstein, einfarbig gefasst und vergoldet, 16. Jahrhundert                   | Saint-Loup, in der Kirche St-Donat (Lage) | PM10001817    | Classé       | 1908  |      |
| Skulptur Erzengel Michael                            | Kalkstein, farbig gefasst, 16. Jahrhundert                                    | Saint-Loup, in der Kirche St-Donat (Lage) | PM10001812    | Classé       | 1908  |      |